# بحر الرطوبة

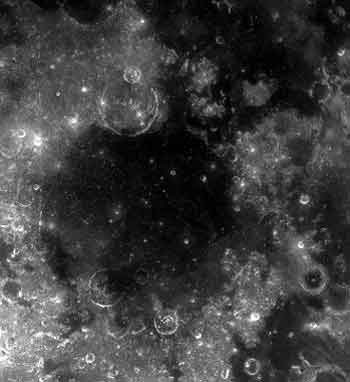
بحر الرطوبة

بحر الرطوبة  (أو بحر الأمزجة ) (باللاتينية: Mare Humorum) هو بحر قمري يقدر قطر الفوهة الصدمية بحوالي 425 كم.